# Formaggella ticinese
La formaggella (o "formagella") ticinese è un formaggio prodotto nella regione svizzera del Canton Ticino. Generalmente venduta con forme intere, è il frutto di una particolare lavorazione del latte bovino. Questo formaggio ha un sapore dolce e acidulo, gradevole. La pasta è molto soffice. La stagionatura delle forme di questo formaggio dura un mese circa.